# San Marino (řeka)
San Marino je řeka na Apeninském poloostrově v San Marinu a v Itálii (Emilia-Romagna, Marche).

## Průběh toku
Pramení v San Marinu. Protéká sanmarinskými městy Chiesanuova a Acquaviva a pokračuje na sever do Itálie. U Torella, náležícího k obci San Leo, se vlévá do řeky Marecchia, která ústí do Jaderského moře.